# Jüdischer Friedhof (Ebergötzen)
Der Jüdische Friedhof Ebergötzen ist ein ehemaliger jüdischer Friedhof in Ebergötzen, einer Gemeinde in der Samtgemeinde Radolfshausen im niedersächsischen Landkreis Göttingen. 
Auf dem ehemaligen Friedhof, der im Diebestal liegt, befinden sich keine Grabsteine mehr. Aus der Zeit von 1833 bis 1892 gab es zwölf Gräber. Im Jahr 1934 wurde das Gelände eingeebnet. Heute gehört die Fläche der Niedersächsischen Forstverwaltung.